# Frontière entre la Barbade et Trinité-et-Tobago
La frontière entre la Barbade et Trinité-et-Tobago est la frontière, intégralement maritime, séparant la Barbade et Trinité-et-Tobago, dans les Petites Antilles (mer des Caraïbes).

## Historique
En 1990, Trinité-et-Tobago et le Venezuela signe un traité délimitant leur frontière. Le traité prétendait attribuer à Trinité-et-Tobago un territoire océanique que la Barbade revendiquait comme étant le sien.
Les deux pays ont été incapables de résoudre leur différend pendant 14 ans. En 2004, la Barbade a décidé de soumettre la question à l'arbitrage obligatoire en vertu de la Convention des Nations unies sur le droit de la mer.
La décision du Tribunal international du droit de la mer a été rendue le 11 avril 2006. La frontière était située à mi-chemin entre les terres des deux pays insulaires. Bien que la frontière revendiquée par le pays n'ait pas été adoptée par le tribunal, la frontière établie était plus proche de celle revendiquée par Trinité-et-Tobago. Les deux pays ont revendiqué la victoire après l'annonce de la sentence arbitrale

## Caractéristiques
Les espaces maritimes de chacun des deux pays sont délimités par la ligne située à égale distance de leur ligne de base respective ; elle joint par des arcs géodésiques les points dont les coordonnées géographiques sont les suivantes (dans le système géodésique WGS 84) :
- Point A : 12° 38′ 53,80651″ N, 60° 54′ 22,44157″ O
- Point B : 12° 09′ 33,70864″ N, 60° 16′ 33,00194″ O
- Point C : 12° 13′ 09,28660″ N, 60° 03′ 52,68858″ O
- Point D : 12° 10′ 57,11540″ N, 59° 59′ 31,68810″ O
- Point E : 12° 09′ 12,13386″ N, 59° 56′ 06,33455″ O
- Point F : 12° 07′ 19,07138″ N, 59° 52′ 45,59547″ O
- Point G : 12° 05′ 41,88429″ N, 59° 49′ 54,18423″ O
- Point H : 11° 48′ 07,35321″ N, 59° 19′ 00,16556″ O
- Point I : 11° 45′ 48,23439″ N, 59° 14′ 56,37611″ O
- Point J : 11° 43′ 38,75334″ N, 59° 11′ 11,23435″ O
- Point K : 11° 32′ 53,69120″ N, 58° 51′ 26,05872″ O
- Point L : 11° 08′ 37,26750″ N, 58° 07′ 34,14883″ O
- Point M : 10° 59′ 42,54270″ N, 57° 51′ 32,71969″ O

## Carte des frontières maritimes dans les Caraïbes

Délimitations des frontières maritimes dans les États et territoires des Caraïbes.